# Kvalifikace na Mistrovství světa ve fotbale 2002 (OFC)
Kvalifikace na Mistrovství světa ve fotbale 2002 zóny OFC určila účastníka účastníka mezikontinentální baráže proti pátému celku zóny CONMEBOL. V první fází bylo všech 10 týmů rozlosováno do dvou skupin po 5, kde se utkaly jednokolově na jednom centralizovaném místě. První tým z každé skupiny postoupil do finálové fáze. V ní se oba vítězové utkali doma a venku o účast v mezikontinentální baráži.

## První fáze

### Skupina 1
| Tým            | Z | V | R | P | GV | GI | +/- | B  |
| -------------- | - | - | - | - | -- | -- | --- | -- |
| Austrálie      | 4 | 4 | 0 | 0 | 66 | 0  | +66 | 12 |
| Fidži          | 4 | 3 | 0 | 1 | 27 | 4  | +23 | 9  |
| Tonga          | 4 | 2 | 0 | 2 | 7  | 30 | −23 | 6  |
| Samoa          | 4 | 1 | 0 | 3 | 9  | 18 | −9  | 3  |
| Americká Samoa | 4 | 0 | 0 | 4 | 0  | 57 | −57 | 0  |

 Austrálie postoupila do finálové fáze.
| 7. dubna 2001 16:30 |        |               |                                                                                           |
| Samoa               | 0 – 1  | Tonga         | International Sports Stadium, Coffs Harbour diváci: 500 rozhodčí: Ronan Leaustic (Tahiti) |
|                     | Report | Taufahema 86' | International Sports Stadium, Coffs Harbour diváci: 500 rozhodčí: Ronan Leaustic (Tahiti) |

| 7. dubna 2001 19:00                                                                             |        |                |                                                                                            |
| Fidži                                                                                           | 13 – 0 | Americká Samoa | International Sports Stadium, Coffs Harbour diváci: 500 rozhodčí: Derek Rugg (New Zealand) |
| Masi 3' (pen.), 12', 53', 54' Lal 23', 24', 28', 39', 45' Mateiwai 31' Nasema 56' Samy 70', 75' | Report |                | International Sports Stadium, Coffs Harbour diváci: 500 rozhodčí: Derek Rugg (New Zealand) |

| 9. dubna 2001 16:30 |        | |                                                                                             |
| Tonga               | 0 – 22 | Austrálie | International Sports Stadium, Coffs Harbour diváci: 1 500 rozhodčí: Harry Attison (Vanuatu) |
|                     | Report | Chipperfield 3', 83' Mori 13', 23', 40', 58' Aloisi 14', 24', 37', 45', 52' Muscat 18', 30', 54', 82' Popovic 67' Vidmar 74' Zdrilic 78', 90' Thompson 80' Boutsianis 87' | International Sports Stadium, Coffs Harbour diváci: 1 500 rozhodčí: Harry Attison (Vanuatu) |

| 9. dubna 2001 19:00 |        |                                                                                       |                                                                                                |
| Americká Samoa      | 0 – 9  | Samoa                                                                                 | International Sports Stadium, Coffs Harbour diváci: 200 rozhodčí: Brian Precious (New Zealand) |
|                     | Report | Leututu 8' (vl.) Gabriel 36' Faaisuaso 42', 52', 72', 87' Lemana 58', 60' Michael 63' | International Sports Stadium, Coffs Harbour diváci: 200 rozhodčí: Brian Precious (New Zealand) |

| 11. dubna 2001 16:30 |        |                                                            |                                                                                           |
| Samoa                | 1 – 6  | Fidži                                                      | International Sports Stadium, Coffs Harbour diváci: 400 rozhodčí: Henry Attison (Vanuatu) |
| Lemana 33' (pen.)    | Report | Mateiwai 5' Masi 21', 41' Tokuma 48' (vl.) Prasad 84', 86' | International Sports Stadium, Coffs Harbour diváci: 400 rozhodčí: Henry Attison (Vanuatu) |

| 11. dubna 2001 19:00 |        |                |                                                                                             |
| Austrálie | 31 – 0 | Americká Samoa | International Sports Stadium, Coffs Harbour diváci: 3 000 rozhodčí: Ronan Leaustic (Tahiti) |
| Boutsianis 10', 50', 84' Thompson 12', 23', 27', 29', 32' 37', 42', 45', 56', 60' 65', 85', 88' Zdrilic 13', 21', 25', 33', 58' 66', 78', 89' Vidmar 14', 80' Popovic 17', 19' Colosimo 51', 81' De Amicis 55' | Report |                | International Sports Stadium, Coffs Harbour diváci: 3 000 rozhodčí: Ronan Leaustic (Tahiti) |

| 14. dubna 2001 16:30 |        |                     |                                                                                              |
| Fidži                | 0 – 2  | Austrálie           | International Sports Stadium, Coffs Harbour diváci: 5 000 rozhodčí: Derek Rugg (New Zealand) |
|                      | Report | Corica 23' Foxe 81' | International Sports Stadium, Coffs Harbour diváci: 5 000 rozhodčí: Derek Rugg (New Zealand) |

| 14. dubna 2001 19:00 |        |                                                  |                                                                                                  |
| Americká Samoa       | 0 – 5  | Tonga                                            | International Sports Stadium, Coffs Harbour diváci: 1 000 rozhodčí: Brian Precious (New Zealand) |
|                      | Report | Taufahema 2', 24', 51' Moa 71' (pen.) Fakava 86' | International Sports Stadium, Coffs Harbour diváci: 1 000 rozhodčí: Brian Precious (New Zealand) |

| 16. dubna 2001 16:30                                                                                              |        |       |                                                                                                  |
| Austrálie | 11 – 0 | Samoa | International Sports Stadium, Coffs Harbour diváci: 2 000 rozhodčí: Brian Precious (New Zealand) |
| A. Vidmar 5', 50' Zdrillic 28', 57' Foxe 44' Popovic 55', 89' Thompson 75', 88' Chipperfield 76' Bureta 81' (vl.) | Report |       | International Sports Stadium, Coffs Harbour diváci: 2 000 rozhodčí: Brian Precious (New Zealand) |

| 16. dubna 2001 19:00 |        |                                                               |                                                                                             |
| Tonga                | 1 – 8  | Fidži                                                         | International Sports Stadium, Coffs Harbour diváci: 1 000 rozhodčí: Ronan Leaustic (Tahiti) |
| Taufahema 78'        | Report | Leka 4' Masi 30', 34', 37', 48', 90' Vurukania 56' Nasema 62' | International Sports Stadium, Coffs Harbour diváci: 1 000 rozhodčí: Ronan Leaustic (Tahiti) |

### Skupina 2
| Tým                 | Z | V | R | P | GV | GI | +/- | B  |
| ------------------- | - | - | - | - | -- | -- | --- | -- |
| Nový Zéland         | 4 | 4 | 0 | 0 | 19 | 1  | +18 | 12 |
| Tahiti              | 4 | 3 | 0 | 1 | 14 | 6  | +8  | 9  |
| Šalomounovy ostrovy | 4 | 2 | 0 | 2 | 17 | 10 | +7  | 6  |
| Vanuatu             | 4 | 1 | 0 | 3 | 11 | 21 | −10 | 3  |
| Cookovy ostrovy     | 4 | 0 | 0 | 4 | 2  | 25 | −23 | 0  |

 Nový Zéland postoupil do finálové fáze.
| 4. června 2001 16:30 |        |                                                         |                                                                          |
| Vanuatu              | 1 – 6  | Tahiti                                                  | North Harbour Stadium, Auckland diváci: 400 rozhodčí: Intaz Shah (Fidži) |
| Lauru 56'            | Report | Senechal 26' Bennett 36', 41', 81' Amaru 52' Tagawa 82' | North Harbour Stadium, Auckland diváci: 400 rozhodčí: Intaz Shah (Fidži) |

| 4. června 2001 16:30                                                         |        |                 |                                                                                |
| Šalomounovy ostrovy                                                          | 9 – 1  | Cookovy ostrovy | North Harbour Stadium, Auckland diváci: 1 542 rozhodčí: Brett Hugo (Australia) |
| Suri 14' Daudau 19', 54', 75' Menapi 31', 52', 85' Firisua 84' Konofilla 89' | Report | Temiha 4'       | North Harbour Stadium, Auckland diváci: 1 542 rozhodčí: Brett Hugo (Australia) |

| 6. června 2001 16:30 |        |                                          |                                                                                          |
| Tahiti               | 0 – 5  | Nový Zéland                              | North Harbour Stadium, Auckland diváci: 2 052 rozhodčí: Leslie Irvine (Northern Ireland) |
|                      | Report | Coveny 41', 56', 71' Lines 53' Perry 88' | North Harbour Stadium, Auckland diváci: 2 052 rozhodčí: Leslie Irvine (Northern Ireland) |

| 6. června 2001 16:30 |        |                                                                     |                                                                                  |
| Cookovy ostrovy      | 1 – 8  | Vanuatu                                                             | North Harbour Stadium, Auckland diváci: 600 rozhodčí: Matthew Breeze (Australia) |
| Pukoku 13'           | Report | Ben 4' Lauru 27' Maki 38' Iwai 50', 59', 66' P. Maki 74' Waiwai 82' | North Harbour Stadium, Auckland diváci: 600 rozhodčí: Matthew Breeze (Australia) |

| 8. června 2001 16:30 |        |                                                                |                                                                                   |
| Vanuatu              | 2 – 7  | Šalomounovy ostrovy                                            | North Harbour Stadium, Auckland diváci: 1 674 rozhodčí: Edward Lennie (Australia) |
| Iwai 18', 48'        | Report | Wickham 17', 47' Menapi 46', 73' Waita 48' Samani 62' Suri 79' | North Harbour Stadium, Auckland diváci: 1 674 rozhodčí: Edward Lennie (Australia) |

| 8. června 2001 16:30 |        |                 |                                                                              |
| Nový Zéland          | 2 – 0  | Cookovy ostrovy | North Harbour Stadium, Auckland diváci: 500 rozhodčí: Brett Hugo (Australia) |
| Hickey 64', 66'      | Report |                 | North Harbour Stadium, Auckland diváci: 500 rozhodčí: Brett Hugo (Australia) |

| 11. června 2001 16:30 |        |                                              |                                                                            |
| Šalomounovy ostrovy   | 1 – 5  | Nový Zéland                                  | North Harbour Stadium, Auckland diváci: 2 500 rozhodčí: Intaz Shah (Fidži) |
| Suri 85'              | Report | Coveny 27', 50' Jackson 32', 55' Urlovic 67' | North Harbour Stadium, Auckland diváci: 2 500 rozhodčí: Intaz Shah (Fidži) |

| 11. června 2001 16:30 |        |                                                   |                                                                                 |
| Cookovy ostrovy       | 0 – 6  | Tahiti                                            | North Harbour Stadium, Auckland diváci: 300 rozhodčí: Edward Lennie (Australia) |
|                       | Report | Senechal 2', 45' Tagawa 19', 64', 87' Bennett 51' | North Harbour Stadium, Auckland diváci: 300 rozhodčí: Edward Lennie (Australia) |

| 13. června 2001 16:30                                            |        |         |                                                                                          |
| Nový Zéland                                                      | 7 – 0  | Vanuatu | North Harbour Stadium, Auckland diváci: 1 500 rozhodčí: Leslie Irvine (Northern Ireland) |
| Coveny 2', 7', 30' Jackson 25' Lines 27' Burton 62' Vicelich 68' | Report |         | North Harbour Stadium, Auckland diváci: 1 500 rozhodčí: Leslie Irvine (Northern Ireland) |

| 13. června 2001 16:30        |        |                     |                                                                                  |
| Tahiti                       | 2 – 0  | Šalomounovy ostrovy | North Harbour Stadium, Auckland diváci: 250 rozhodčí: Matthew Breeze (Australia) |
| Garcia 25' (pen) Fatupua 77' | Report |                     | North Harbour Stadium, Auckland diváci: 250 rozhodčí: Matthew Breeze (Australia) |

## Finálová fáze
| 20. června 2001 19:30 |        |                 |                                                                           |
| Nový Zéland           | 0 – 2  | Austrálie       | Newtown Park, Wellington diváci: 19 500 rozhodčí: Masayoshi Okada (Japan) |
|                       | Report | Emerton 5', 80' | Newtown Park, Wellington diváci: 19 500 rozhodčí: Masayoshi Okada (Japan) |

| 24. června 2001 15:00                  |        |                   |                                                                                    |
| Austrálie                              | 4 – 1  | Nový Zéland       | Stadium Australia, Sydney diváci: 41 976 rozhodčí: Kwon Jong-Chul (Korea Republic) |
| Zdrilic 5', 82' Emerton 40' Aloisi 56' | Report | Coveny 44' (pen.) | Stadium Australia, Sydney diváci: 41 976 rozhodčí: Kwon Jong-Chul (Korea Republic) |

 Austrálie zvítězila celkovým skóre 6:1 a postoupila do mezikontinentální baráže proti pátému celku zóny CONMEBOL.